# Bad Honnef
Bad Honnef (före 1960 Honnef) är en stad och före detta kurort i det tyska förbundslandet Nordrhein-Westfalen. Den är belägen strax sydost om Bonn vid Rhens östra strand, vid gränsen mot Rheinland-Pfalz. Staden har cirka 26 000 invånare, på en yta av 48 kvadratkilometer, och ingår i storstadsområdet Rheinschiene. I distriktet Rhöndorf bodde Konrad Adenauer, Tysklands första kansler, fram till sin död 1967. Staden är hem till IUBH International University och flera nationella organisationer och intressegrupper.

## Geografi

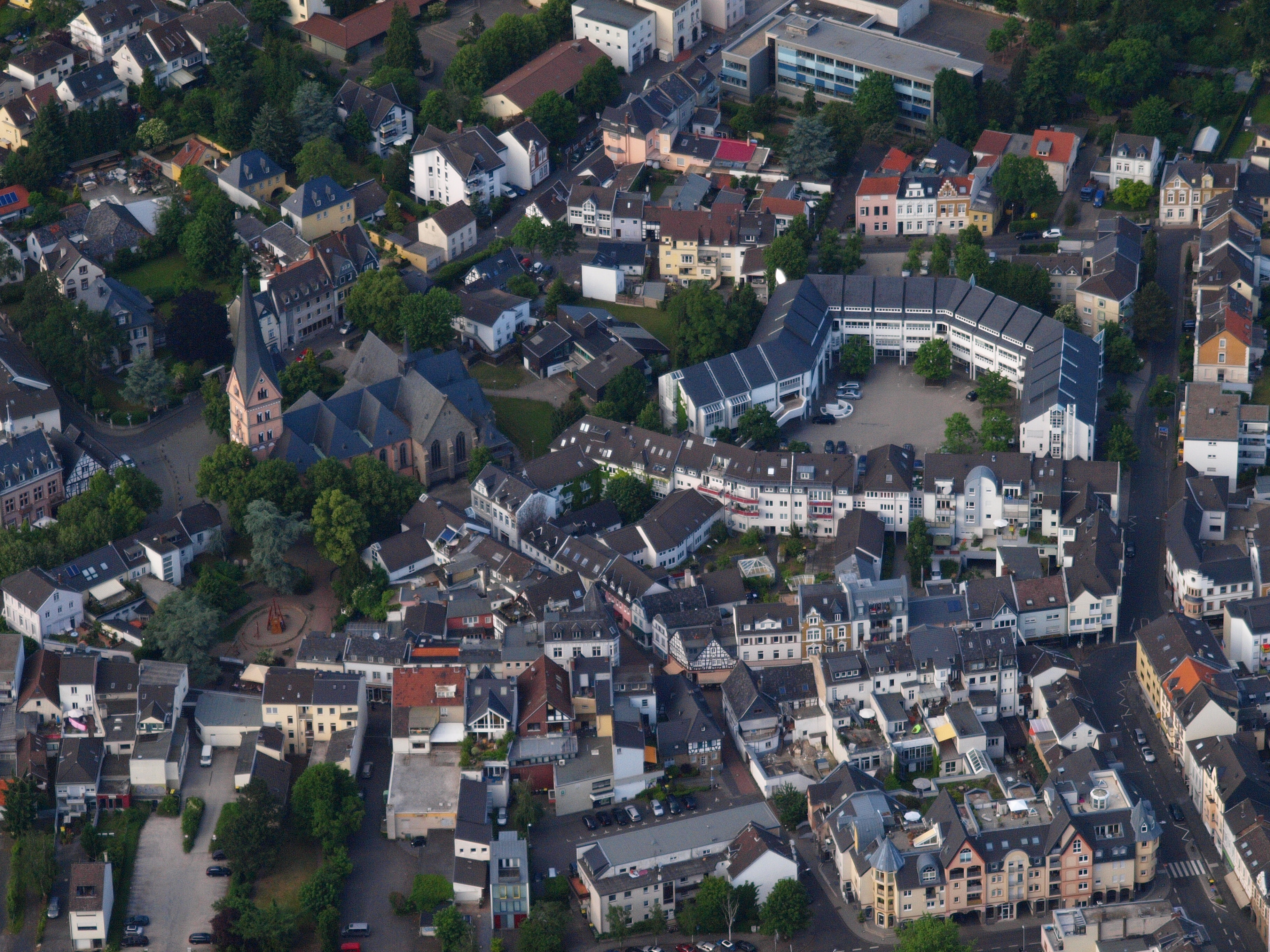
Flygfoto

Bad Honnef ligger på östra stranden av Rhen mellan Königswinter och Rheinbreitbach på den yttre kanten av Siebengebirge. Staden Bonn är cirka 15 kilometer bort, metropolen Köln cirka 30 kilometer. Varmluftsströmmar från sydväst garanterar ett milt klimat året runt. Alexander von Humboldt kallade Bad Honnef "Rheinische Nizza" (svenska: Rhenska Nice) på grund av dess gynnsamma klimatförhållanden. I bergen (Siebengebirge och Aegidienberg) är temperaturerna vanligtvis cirka två grader Celsius lägre och vinden är starkare.

### Stadsdelar
- Aegidienberg
- Lohfeld
- Menzenberg
- Rhöndorf
- Rommersdorf
- Selhof
- Stadtmitte (centrum)

## Ekonomi
Bad Honnef har ett köpkraftindex på 127,2 procent av det nationella genomsnittet för år 2015. Således har Bad Honnef den starkaste köpkraften i Rhein-Sieg-distriktet.
2010 blev Bad Honnef Tysklands tionde Fairtrade Town.
Sedan år 2000 har Bad Honnef samarbetat med Ludvika kommun i Dalarnas län i Sverige. I både Ludvika och Bad Honnef har det funnits ABB-anläggningar.

## Vänorter
- Ludvika, Sverige[4]
- Berck sur Mer, Frankrike
- Cadenabbia, Italien